# Бреннеке, Гюнтер
Гюнтер Бреннеке (нем. Günther Brennecke, 13 января 1927) — немецкий хоккеист (хоккей на траве), полузащитник. Бронзовый призёр летних Олимпийских игр 1956 года.

## Биография
Гюнтер Бреннеке родился 13 января 1927 года.
Играл в хоккей на траве за «Госларер» из Гослара. Высшим достижением на клубном уровне было серебро чемпионата ФРГ 1956 года.
В 1952 году вошёл в состав сборной ФРГ по хоккею на траве на Олимпийских играх в Хельсинки, занявшей 5-е место. Играл на позиции полузащитника, провёл 4 матча, мячей (по имеющимся данным) не забивал.
В 1956 году вошёл в состав сборной ОГК по хоккею на траве на Олимпийских играх в Мельбурне и завоевал бронзовую медаль. Играл на позиции полузащитника, провёл 5 матчей, мячей не забивал
В 1951—1960 годах провёл 46 матчей за сборную ФРГ. В 1954 году выиграл в её составе неофициальный чемпионат Европы.
21 января 1957 года за завоевание бронзы на летних Олимпийских играх в Мельбурне удостоен высшей спортивной награды ФРГ — «Серебряного лаврового листа».

## Увековечение
Портрет Гюнтера Бреннеке есть в галерее института истории спорта Нижней Саксонии в Ганновере.